# Kamares
Kamares (en grec, Καμάρες) és un poblet de Grècia situat a l'illa de Creta. Pertany a la unitat perifèrica d'Iràklio, al municipi de Festos i a la unitat municipal de Tymbaki. L'any 2011 tenia una població de 331 habitants.

## Restes arqueològiques

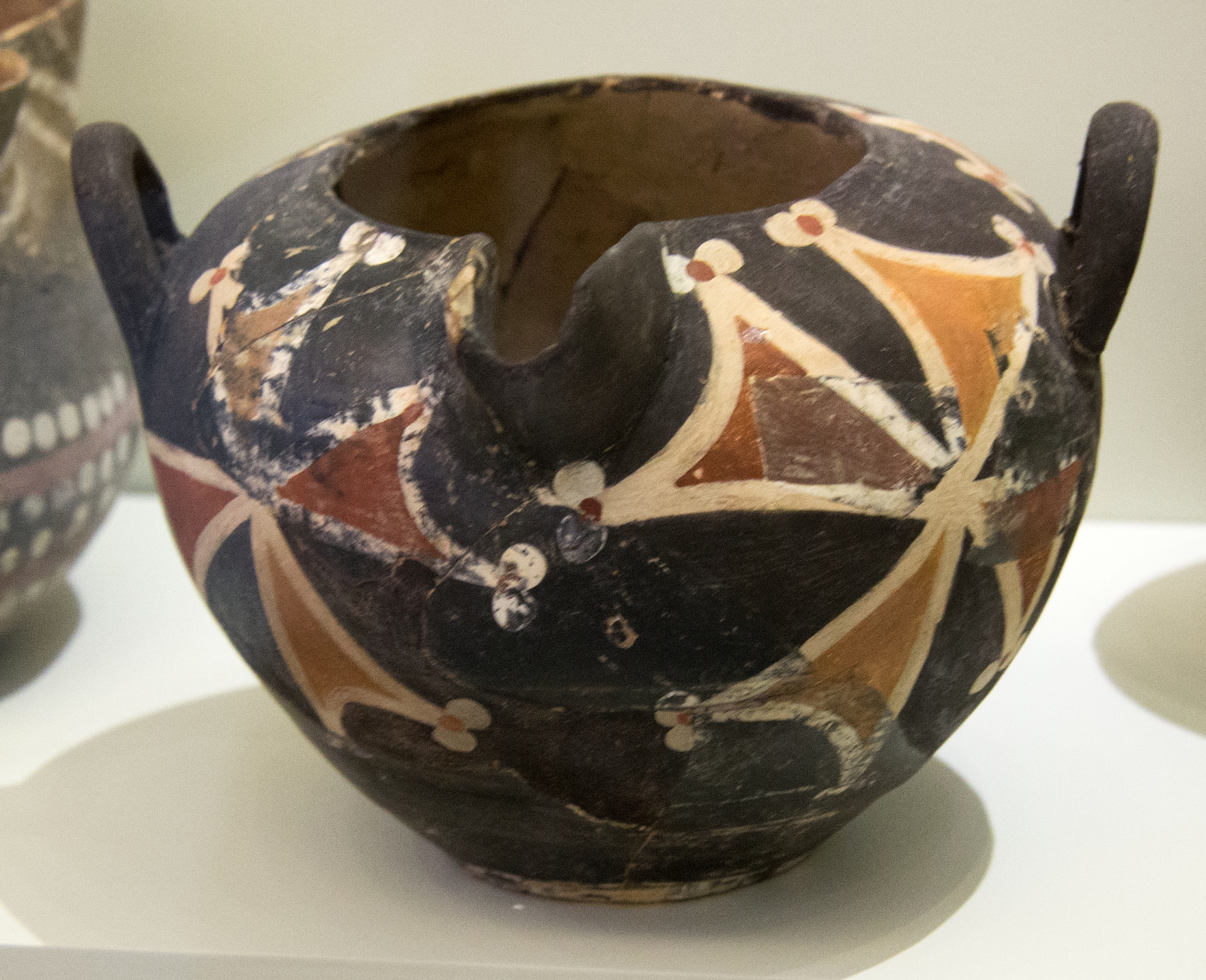
Una de les peces de ceràmica trobades a la cova de Kamares. Museu Arqueològic de Càndia

Kamares ha donat nom a un estil de ceràmica del període minoic mitjà (2000-1700 ae) a causa que en la denominada «cova de Kamares», situada al sud de Psiloritis, aparegueren les primeres troballes d'aquest tipus de ceràmica. En aquesta cova, a més, es trobaren recipients amb restes de llavors i farina, ossos de bous i de cabres i dos exvotos de terracota amb forma de cap de bou i cos de senglar. Aquesta cova fou excavada per primera volta per Antonio Taramelli al 1894 i al 1912 per un grup d'arqueòlegs britànics.